# Richard Ortiz
Richard Ortiz Busto (Asunción, 22 maggio 1990) è un calciatore paraguaiano, centrocampista dell'Olimpia e della nazionale paraguaiana.

## Biografia
Sin dalla giovane età, Richard aiuta il padre agricoltore nel settore agricolo come coltivatore della terra.

## Caratteristiche tecniche
Mancino dalla nascita è in possesso di un buon tiro, preciso e potente.

## Carriera

### Club

#### Dalle giovanili all'esordio in prima squadra
Richard inizia a muovere i primi passi da calciatore nel 2008, quando viene acquistato dallo Sportivo Iteño, dove milita per una sola stagione per poi passare tra le giovanili del Club Olimpia. Dopo aver trascorso un anno tra le file delle giovanili, debutta ufficialmente in prima squadra il 13 febbraio in occasione del match di campionato con lo Sportivo Luqueño, rimediando la sua prima ammonizione in carriera e, durante lo stesso match, riceve la sua prima espulsione in carriera causata da una doppia ammonizione. Pochi mesi più tardi, esattamente il 18 luglio, realizza la sua prima rete in carriera durante la partita di Clausura con lo Sport Colombia. Dopo alcune partite giocate bene, diventa un titolare inamovibile del centrocampo della squadra di Asunción, d'altronde sua città natìa.

### Nazionale
Dopo aver partecipato, come riserva, ad alcune amichevoli con la Nazionale di calcio del Paraguay debutta e segna la sua prima rete in nazionale l'11 ottobre 2011 durante il match di qualificazione per il Mondiale 2014 contro l'Uruguay. Durante un match di qualificazione per il Mondiale 2014 contro l'Ecuador, si infortuna procurandosi la rottura del legamento crociato.

## Statistiche

### Cronologia presenze e reti in nazionale
| Cronologia completa delle presenze e delle reti in nazionale ― Paraguay | Cronologia completa delle presenze e delle reti in nazionale ― Paraguay | Cronologia completa delle presenze e delle reti in nazionale ― Paraguay | Cronologia completa delle presenze e delle reti in nazionale ― Paraguay | Cronologia completa delle presenze e delle reti in nazionale ― Paraguay | Cronologia completa delle presenze e delle reti in nazionale ― Paraguay | Cronologia completa delle presenze e delle reti in nazionale ― Paraguay | Cronologia completa delle presenze e delle reti in nazionale ― Paraguay |
| Data                                                                    | Città                                                                   | In casa                                                                 | Risultato                                                               | Ospiti                                                                  | Competizione                                                            | Reti                                                                    | Note                                                                    |
| ----------------------------------------------------------------------- | ----------------------------------------------------------------------- | ----------------------------------------------------------------------- | ----------------------------------------------------------------------- | ----------------------------------------------------------------------- | ----------------------------------------------------------------------- | ----------------------------------------------------------------------- | ----------------------------------------------------------------------- |
| 11-10-2011                                                              | Asunción                                                                | Paraguay                                                                | 1 – 1                                                                   | Uruguay                                                                 | Qual. Mondiali 2014                                                     | 1                                                                       |                                                                         |
| 11-11-2011                                                              | Asunción                                                                | Paraguay                                                                | 2 – 1                                                                   | Ecuador                                                                 | Qual. Mondiali 2014                                                     | -                                                                       |                                                                         |
| 15-8-2012                                                               | Washington                                                              | Paraguay                                                                | 3 – 3                                                                   | Guatemala                                                               | Amichevole                                                              | -                                                                       | 45’                                                                     |
| 7-9-2012                                                                | Córdoba                                                                 | Argentina                                                               | 3 – 1                                                                   | Paraguay                                                                | Qual. Mondiali 2014                                                     | -                                                                       | 21’                                                                     |
| 12-10-2012                                                              | Barranquilla                                                            | Colombia                                                                | 2 – 0                                                                   | Paraguay                                                                | Qual. Mondiali 2014                                                     | -                                                                       | 61’                                                                     |
| 14-11-2012                                                              | Luque                                                                   | Paraguay                                                                | 3 – 1                                                                   | Guatemala                                                               | Amichevole                                                              | -                                                                       |                                                                         |
| 6-2-2013                                                                | Asunción                                                                | Paraguay                                                                | 3 – 0                                                                   | El Salvador                                                             | Amichevole                                                              | 2                                                                       | 46’                                                                     |
| 22-3-2013                                                               | Montevideo                                                              | Uruguay                                                                 | 1 – 1                                                                   | Paraguay                                                                | Qual. Mondiali 2014                                                     | -                                                                       | 65’                                                                     |
| 26-3-2013                                                               | Quito                                                                   | Ecuador                                                                 | 4 – 1                                                                   | Cile                                                                    | Qual. Mondiali 2014                                                     | -                                                                       | 46’                                                                     |
| 7-6-2013                                                                | Asunción                                                                | Paraguay                                                                | 1 – 2                                                                   | Cile                                                                    | Qual. Mondiali 2014                                                     | -                                                                       | 58’                                                                     |
| 14-8-2013                                                               | Kaiserslautern                                                          | Germania                                                                | 3 – 3                                                                   | Paraguay                                                                | Amichevole                                                              | -                                                                       |                                                                         |
| 6-9-2013                                                                | Asunción                                                                | Paraguay                                                                | 4 – 0                                                                   | Bolivia                                                                 | Qual. Mondiali 2014                                                     | 1                                                                       |                                                                         |
| 10-9-2013                                                               | Asunción                                                                | Paraguay                                                                | 2 – 5                                                                   | Argentina                                                               | Qual. Mondiali 2014                                                     | -                                                                       | 21’                                                                     |
| 26-3-2015                                                               | San José                                                                | Costa Rica                                                              | 0 – 0                                                                   | Paraguay                                                                | Amichevole                                                              | -                                                                       |                                                                         |
| 31-3-2015                                                               | Kansas City                                                             | Messico                                                                 | 1 – 0                                                                   | Paraguay                                                                | Amichevole                                                              | -                                                                       | 9’                                                                      |
| 6-6-2015                                                                | Asunción                                                                | Paraguay                                                                | 2 – 2                                                                   | Honduras                                                                | Amichevole                                                              | -                                                                       | 46’                                                                     |
| 13-6-2015                                                               | La Serena                                                               | Argentina                                                               | 2 – 2                                                                   | Paraguay                                                                | Coppa America 2015 - 1º turno                                           | -                                                                       | 39’ 46’                                                                 |
| 20-6-2015                                                               | La Serena                                                               | Uruguay                                                                 | 1 – 1                                                                   | Paraguay                                                                | Coppa America 2015 - 1º turno                                           | -                                                                       | 64’ 69’                                                                 |
| 30-6-2015                                                               | Concepción                                                              | Argentina                                                               | 6 – 1                                                                   | Paraguay                                                                | Coppa America 2015 - Semifinale                                         | -                                                                       | 60’                                                                     |
| 3-7-2015                                                                | Concepción                                                              | Perù                                                                    | 2 – 0                                                                   | Paraguay                                                                | Coppa America 2015 - Finale 3º posto                                    | -                                                                       | 64’                                                                     |
| 8-10-2015                                                               | Puerto Ordaz                                                            | Venezuela                                                               | 0 – 1                                                                   | Paraguay                                                                | Qual. Mondiali 2018                                                     | -                                                                       | 38’ 63’                                                                 |
| 13-10-2015                                                              | Asunción                                                                | Paraguay                                                                | 0 – 0                                                                   | Argentina                                                               | Qual. Mondiali 2018                                                     | -                                                                       |                                                                         |
| 13-11-2015                                                              | Lima                                                                    | Perù                                                                    | 1 – 0                                                                   | Paraguay                                                                | Qual. Mondiali 2018                                                     | -                                                                       | 80’                                                                     |
| 24-3-2016                                                               | Quito                                                                   | Ecuador                                                                 | 2 – 2                                                                   | Paraguay                                                                | Qual. Mondiali 2018                                                     | -                                                                       |                                                                         |
| 29-3-2016                                                               | Asunción                                                                | Paraguay                                                                | 2 – 2                                                                   | Brasile                                                                 | Qual. Mondiali 2018                                                     | -                                                                       | 56’                                                                     |
| 23-3-2017                                                               | Asunción                                                                | Paraguay                                                                | 2 – 1                                                                   | Ecuador                                                                 | Qual. Mondiali 2018                                                     | -                                                                       | 82’                                                                     |
| 31-8-2017                                                               | Santiago del Cile                                                       | Cile                                                                    | 0 – 3                                                                   | Paraguay                                                                | Qual. Mondiali 2018                                                     | 1                                                                       | 70’                                                                     |
| 5-9-2017                                                                | Asunción                                                                | Paraguay                                                                | 1 – 2                                                                   | Uruguay                                                                 | Qual. Mondiali 2018                                                     | -                                                                       | 41’                                                                     |
| 5-10-2017                                                               | Barranquilla                                                            | Colombia                                                                | 1 – 2                                                                   | Paraguay                                                                | Qual. Mondiali 2018                                                     | -                                                                       | 10’                                                                     |
| 27-3-2018                                                               | Cary                                                                    | Stati Uniti                                                             | 1 – 0                                                                   | Paraguay                                                                | Amichevole                                                              | -                                                                       | 66’ 90+1’                                                               |
| 12-6-2018                                                               | Innsbruck                                                               | Giappone                                                                | 4 – 2                                                                   | Paraguay                                                                | Amichevole                                                              | 1                                                                       |                                                                         |
| 20-11-2018                                                              | Durban                                                                  | Sudafrica                                                               | 1 – 1                                                                   | Paraguay                                                                | Amichevole                                                              | -                                                                       | 46’ 55’                                                                 |
| 24-3-2022                                                               | Ciudad del Este                                                         | Paraguay                                                                | 3 – 1                                                                   | Ecuador                                                                 | Qual. Mondiali 2022                                                     | -                                                                       |                                                                         |
| 29-3-2022                                                               | Lima                                                                    | Perù                                                                    | 2 – 0                                                                   | Paraguay                                                                | Qual. Mondiali 2022                                                     | -                                                                       | 55’                                                                     |
| 10-6-2022                                                               | Suwon                                                                   | Corea del Sud                                                           | 2 – 2                                                                   | Paraguay                                                                | Amichevole                                                              | -                                                                       | 90+2’                                                                   |
| 31-8-2022                                                               | Atlanta                                                                 | Messico                                                                 | 0 – 1                                                                   | Paraguay                                                                | Amichevole                                                              | -                                                                       |                                                                         |
| 23-9-2022                                                               | Wiener Neustadt                                                         | Paraguay                                                                | 1 – 0                                                                   | Emirati Arabi Uniti                                                     | Amichevole                                                              | -                                                                       | 55’                                                                     |
| 16-11-2022                                                              | Lima                                                                    | Perù                                                                    | 1 – 0                                                                   | Paraguay                                                                | Amichevole                                                              | -                                                                       | 36’ 66’                                                                 |
| 12-9-2023                                                               | Maturín                                                                 | Venezuela                                                               | 1 – 0                                                                   | Paraguay                                                                | Qual. Mondiali 2026                                                     | -                                                                       | 42’ 46’                                                                 |
| Totale                                                                  |                                                                         | Presenze                                                                | 39                                                                      |                                                                         | Reti                                                                    | 6                                                                       |                                                                         |

## Palmarès

### Competizioni nazionali
- Campionato paraguaiano: 1

Club Olimpia: Clausura 2011